# Gioventù ribelle (videogioco)
Gioventù ribelle è un videogioco freeware sparatutto in prima persona dedicato al 150º anniversario dell'Unità d'Italia, pubblicato nel 2011 per Windows, Linux e macOS. Il videogioco è stato sviluppato dal Gruppo di Filiera dei Produttori Italiani di Videogiochi in collaborazione con la Presidenza del Consiglio dei ministri e dall'Istituto per la storia del Risorgimento italiano, Assoknowledge - Produttori Italiani di Videogiochi e Alberghi per la Gioventù.

## Presentazione
Un prototipo del videogioco fu presentato al Vittoriano il 23 aprile 2010 in anteprima, durante la mostra "Gioventù ribelle" dedicata al Risorgimento; in tale occasione il progetto fu illustrato al Presidente della Repubblica Giorgio Napolitano, che lo testò anche in anteprima. Il 15 marzo 2011, al Museo di Arte Contemporanea MAXXI di Roma, si svolse la presentazione ufficiale alla presenza del ministro per la gioventù Giorgia Meloni.

## Trama

### Primo livello
Roma, 1870. Il generale Raffaele Cadorna, comandante delle truppe italiane, ordina a un bersagliere di consegnare una lettera scritta di suo pugno a Papa Pio IX per intimargli la resa della città. Il soldato deve attraversare le catacombe della città, passare sotto le mura e Porta Pia per giungere infine al Quirinale. Durante il percorso dovrà poi combattere gli zuavi pontifici e la Guardia palatina per riuscire a consegnare al pontefice l'importantissima missiva. 

### Altri livelli
Il progetto prevedeva la pubblicazione di ulteriori due livelli per i successivi 2 giugno e 20 settembre 2011, rispettivamente dedicati all'assedio di Gaeta del 1860-1861 e alla Repubblica Romana del 1849, che però non furono mai pubblicati.

## Modalità di gioco

### Armi
Le armi disponibili nel gioco sono un moschetto, una Colt Navy e un fucile Chassepot. Per sonorizzare le armi sono state utilizzate le tracce sonore del Fucile Shock di Unreal 3, tracce incluse nel kit di sviluppo Unreal Development Kit sviluppato dalla Epic Games e utilizzato per sviluppare il videogioco.

## Distribuzione
Il primo livello beta dedicato alla breccia di Porta Pia doveva essere disponibile sul sito ufficiale del programma "Gioventù Ribelle" il 17 marzo 2011, il giorno delle celebrazioni per il 150º anniversario dell'Unità d'Italia, ma l'esondazione dell'Aniene e l'interruzione delle linee elettriche impedirono il download per varie ore. In seguito ad alcune polemiche scatenate in rete dal gioco, il download è stato bloccato e, nonostante l'annuncio che sarebbe tornato disponibile con il rilascio della versione definitiva, il progetto è da dichiararsi definitivamente abbandonato, anche a seguito della chiusura definitiva del sito.

### Sponsor
Gli sponsor tecnici per la produzione del videogioco sono stati Ferrovie dello Stato, Istituto Luce Cinecittà e Rai Trade.

## Accoglienza
Gioventù ribelle è stato accolto molto negativamente sia dai videogiocatori che dalla stampa specializzata, tanto che un sito statunitense specializzato nel settore dei videogiochi, Destructoid, lo ha paragonato a Big Rigs, uno dei peggiori videogiochi di sempre.

### Polemiche
Successivamente alla sua uscita, il videogioco si è trovato al centro di alcune controversie.
Ci sono state delle aspre polemiche per la supposta possibilità di sparare al Papa nella sezione finale del livello. Pio IX risulta essere un personaggio non giocante immobile, invulnerabile alle pallottole e irraggiungibile, visto che avvicinandoglisi si viene riportati all'inizio del livello.
A seguito delle lamentele a causa della ben poca esperienza e tempo a disposizione degli studenti impiegati alla realizzazione del titolo, che risultò incompleto e in generale mal fatto, a cui seguì il ritiro del gioco con la promessa di una sua ripubblicazione (mai avvenuta), seguirono dichiarazioni sulla realizzazione e sugli attori in gioco, il che fece alzare ulteriori polemiche.